# Flora van Nederland
Flora van Nederland is een website die informatie biedt over in Nederland voorkomende wilde plantensoorten. Per plantensoort wordt een beschrijving gegeven en worden eventuele bijzonderheden als de globale verspreiding van de soort, het medicinale nut, de waarde als voedingsmiddel, dan wel de afstamming van gedomesticeerde plantenrassen behandeld.
In video’s wordt op uitgelegd hoe de plant is opgebouwd, wat de onderscheidende kenmerken zijn, en in welke plantengemeenschappen de soort kan worden aangetroffen.

## Organisatie
Flora van Nederland is een maatschappelijk initiatief, een organisatie zonder winstoogmerk die werkt met vrijwilligers en partners. De flora wordt inhoudelijk verzorgd door een redactie van professionele floristen en uitgegeven door Stichting Planten Dichterbij. Donaties van gebruikers en partners vormen de bekostiging.